# Erik (ur. 1994)
Erik Nascimento Lima (ur. 18 lipca 1994 w Novo Repartimento) – brazylijski piłkarz występujący na pozycji napastnika w brazylijskim klubie Goiás EC, którego jest wychowankiem. Były reprezentant Brazylii do lat 20.

## Sukcesy
- Odkrycie sezonu według Brazylijskiej Konfederacji Piłki Nożnej i Rede Globo: 2014